# Ione (mitologia)
Ione (in greco antico: Ἴων?, Ìōn) è un personaggio della mitologia greca, figlio di Xuto e di Creusa, è fratello di Acheo ed è padre di Bura (avuta dalla moglie Elice, figlia di Selino).
Euripide, nella tragedia Ione, scrive che Ione è figlio di Creusa e di Apollo, che poi, sotto forma di oracolo, disse a Xuto che la prima persona che avesse incontrato uscendo dal santuario di Delfi sarebbe stato suo figlio.

## Mitologia
Ione è considerato l'eponimo della stirpe degli Ioni, come lo storico Teopompo (IV sec. a. C.) asseriva che il Mare Ionio aveva preso il nome da un re illirico.
Selino, il re di Egialo (in Acaia), per evitare una guerra offrì a Ione la mano di sua figlia Elice. Quando Selino morì, Ione ne divenne il successore fondando la città di Elice, nome che prese da sua moglie.
Durante la guerra tra Eleusini e Ateniesi, Ione intervenne a favore di Atene (che vinse), ma rimase ucciso e fu sepolto in Attica.
Sua figlia Boura è considerata l'eponima della città di Boura che sorgeva nei pressi dell'attuale Patrasso.
I suoi discendenti furono in seguito cacciati dagli Achei (i discendenti del fratello Acheo).